# Враг у ворот (фильм)
«Враг у ворот» (англ. Enemy at the Gates) — военный фильм 2001 года, действия которого разворачиваются во время Сталинградской битвы. Снят по книге Уильяма Крейга «Враг у ворот: Битва за Сталинград».

## Сюжет
Урал. Дед учит своего внука Василия Зайцева стрелять из винтовки из засады. Однако Василий промахивается и волк вцепляется в горло лошади.
1942 год, разгар Сталинградской битвы. Советские воины под ударами вражеской авиации переправляются через Волгу. На одном из судов находится Зайцев. На пристани солдатам выдают винтовку и обойму на двоих и посылают в бой. Советский отряд идёт в атаку через площадь, но гитлеровцы, подтянув силы, выкашивают их как траву. Бойцы заградотряда истребляют отступающих красноармейцев. Меткий выстрел разбивает подъехавший советский автомобиль, его пассажир, политрук Данилов прячется среди убитых. Он собирается обстрелять из винтовки группу отдыхающих гитлеровцев, но, услышав советы Зайцева, передаёт ему винтовку и Зайцев выкашивает всю группу.
Никита Хрущёв, один из руководителей обороны Сталинграда, приказывает политрукам укреплять боевой дух защитников города. Данилов вспоминает о Зайцеве, советская пропаганда раскручивает Зайцева. Всё новые бойцы осваивают снайперское мастерство, для борьбы с ними германское командование посылает в Сталинград опытнейшего стрелка, майора Кёнига.
В ходе перестрелки в универмаге хладнокровный Кёниг убивает двоих товарищей Зайцева. На помощь Зайцеву прибывает опытный снайпер Куликов, он учился в одной школе с Кёнигом. Зайцев и Куликов устраивают засаду на Кёнига, но тот приказывает переодеть их товарища Володю в немецкую форму и выгоняет его на открытое место под видом гитлеровского связиста. Куликов пристреливает Володю и попадает под выстрел Кёнига.
Кёниг загоняет Зайцева в ловушку. Только благодаря помощи местного милиционера Тани Черновой Василий спасается. Между Таней и Василием возникают чувства. Между тем Хрущёв требует от Данилова ускорить развязку дуэли с немецким снайпером, так как за ней следят все защитники города. Данилов сам испытывает влечение к Тане и, узнав о любовной связи Зайцева, угрожает ему тем, что донесёт на него в органы.
Местный житель юный разведчик Саша Филиппов входит в доверие к Кёнигу и передаёт ему дезинформацию о планах Зайцева. Кёниг, узнав в итоге о том, что Саша обманывал его, вешает его повыше, приглашая Зайцева на финальный поединок в районе железнодорожной станции. Зайцев отправляется на последнюю охоту против Кёнига, поклявшись убить его во что бы то ни стало. Таня, которая пытается эвакуироваться на другую сторону Волги вместе с матерью Саши, во время бомбёжки на глазах у Данилова получает тяжёлое ранение.
В ходе последней схватки между снайперами отчаявшийся политрук помогает Зайцеву, подставившись под выстрел, и жертвует своей жизнью, чтобы демаскировать немца. Кёниг производит выстрел и, думая, что убил Зайцева, не прячась идёт к его телу, но обнаруживает, что это ловушка. Будучи фаталистом, он признаёт свой проигрыш и, вместо того чтобы бежать, покорно снимает фуражку, обнажая лоб. Василий пристреливает Кёнига.
Проходит два месяца. Февраль 1943 года. Сталинградская битва заканчивается победой Красной армии. Не без труда счастливый Василий находит выздоравливающую Таню в госпитале…

## Фактическая основа фильма
Младший лейтенант Василий Григорьевич Зайцев — историческое лицо, знаменитый снайпер 62-й армии, награждённый за бои в Сталинграде звездой Героя Советского Союза. Когда осенью 1942 года для борьбы с советскими снайперами в Сталинград был направлен офицер, которого сам Зайцев в своих воспоминаниях именует майором Кённигом (согласно Алану Кларку — начальник школы снайперов в Цоссене, штандартенфюрер СС Гейнц Торвальд), Зайцеву было поручено убить фашистского «сверхснайпера». Зайцев старается справиться с этим заданием с помощью своего помощника Николая Куликова, что впоследствии подробно сам описал в своих воспоминаниях. В результате этот эпизод фигурирует в ряде западных работ о Сталинградской битве, включая книгу Уильяма Крейга «Враг у ворот: Битва за Сталинград», которая и послужила основой для фильма. При этом книга самого Зайцева («За Волгой земли для нас не было. Записки снайпера»), полностью противоречащая представленной в книге Крейга и фильме точке зрения на произошедшие события, в расчёт не принята.

## В ролях
| Актёр          | Роль             |
| -------------- | ---------------- |
| Джуд Лоу       | Василий Зайцев   |
| Эд Харрис      | майор Кёниг      |
| Рэйчел Вайс    | Таня Чернова     |
| Джозеф Файнс   | комиссар Данилов |
| Боб Хоскинс    | Никита Хрущёв    |
| Рон Перлман    | Куликов          |
| Эва Маттес     | мать Филиппова   |
| Гэбриел Томсон | Саша Филиппов    |
| Матиас Хабих   | генерал Паулюс   |
| Михаил Матвеев | дедушка          |
| Mario Bandi    | Антон            |

## Критика
Посмотревшие фильм ветераны Сталинградской битвы посчитали, что события в нём были искажены, а значение защитников города принижено. Возмущение, в частности, вызвали «коллаборационистские» высказывания простой советской женщины, матери Саши, в глазах которой оккупационный немецкий режим фактически уравнивается с Советской властью. Волгоградские ветераны совместно с местными депутатами направили в Государственную Думу письмо, требуя запрета фильма, однако эта просьба не была удовлетворена.